# Reull Vallis
Reull Vallis es un valle en Marte que parece haber sido excavado por el agua. Corre hacia el oeste en Hellas Planitia. Lleva el nombre en gaélico para la palabra "planeta". Se encuentra en el cuadrángulo de Hellas.

## Depósitos de piso alineados
En los pisos de algunos canales hay elementos llamados depósitos de piso alineados (en inglés "Lineated Floor Deposits"). Son materiales acanalados y acanalados que parecen desviarse alrededor de los obstáculos. Se cree que son ricos en hielo. Algunos glaciares de la Tierra muestran tales características. Los depósitos de piso revestidos pueden estar relacionados con derrubios frontales lobulados, que se ha demostrado que contienen grandes cantidades de hielo. Reull Vallis, como se muestra a continuación, muestra estos depósitos.

## Galería

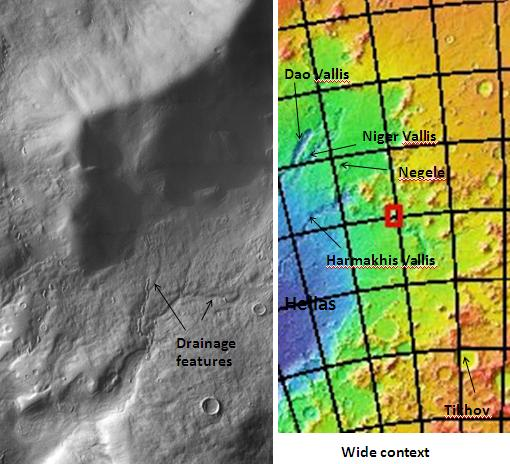
Elementos de drenaje en Reull Vallis, vistos por THEMIS (Mars Odyssey). Haga clic en la imagen para ver la relación de Reull Vallis con otras características.
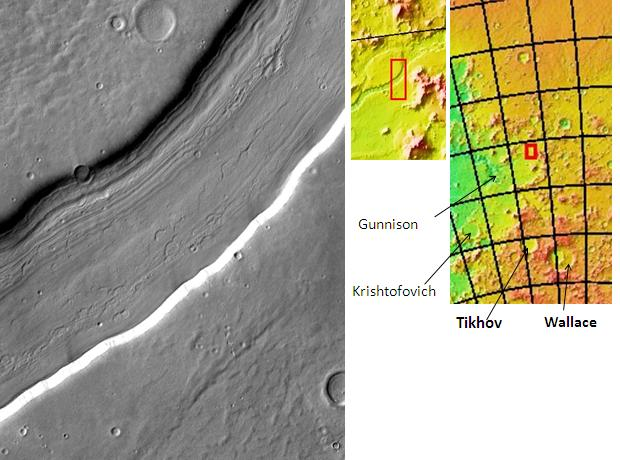
Reull Vallis con depósitos de suelo alineados, vistos por THEMIS. Haga clic en la imagen para ver la relación con otras características.
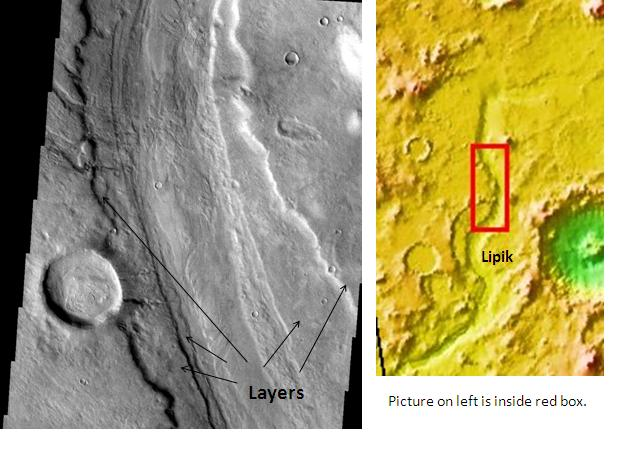
Capas en Reull Vallis, vistas por THEMIS.
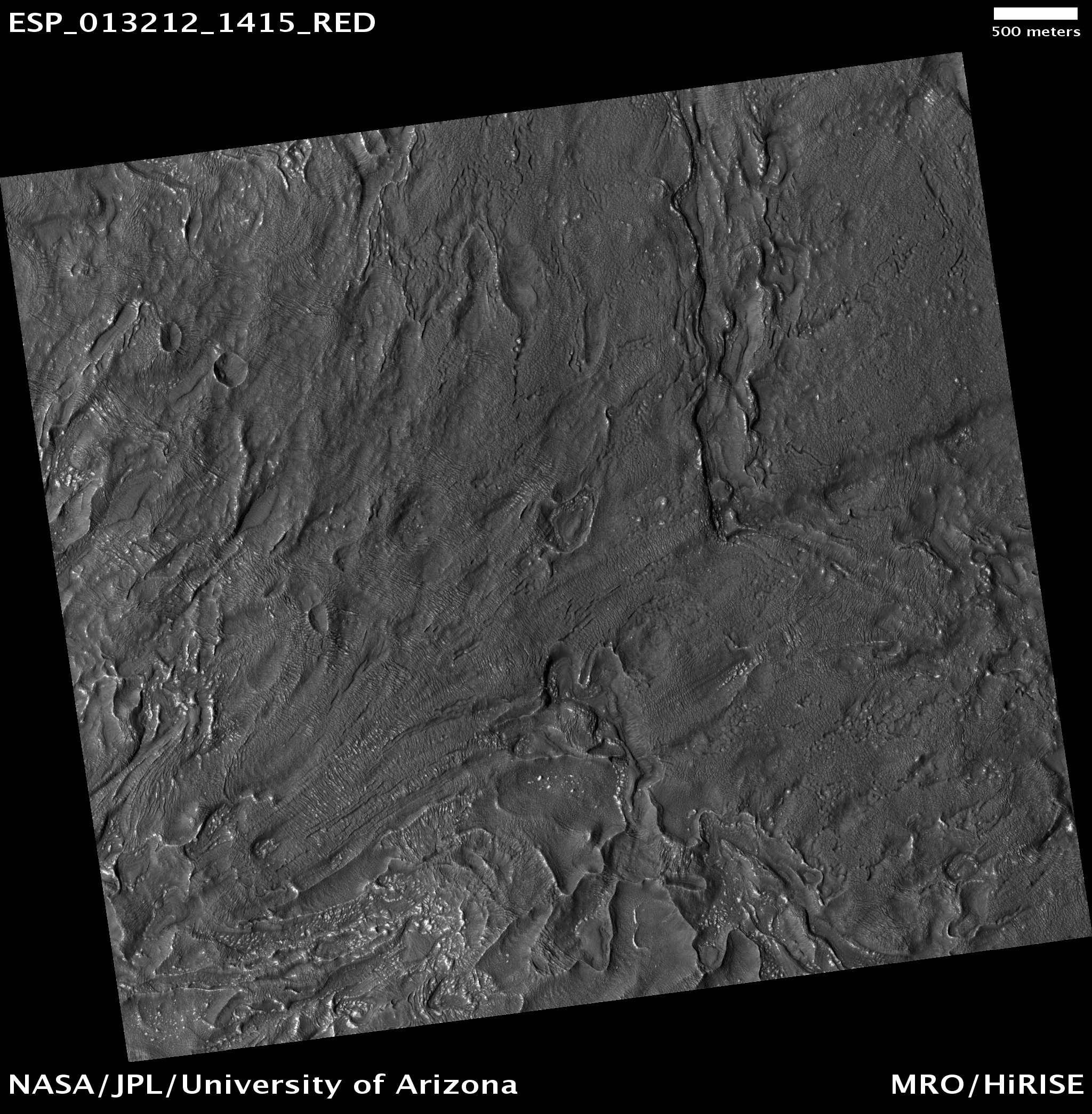
Terreno con trastes cerca de Reull Vallis, visto por HiRISE.
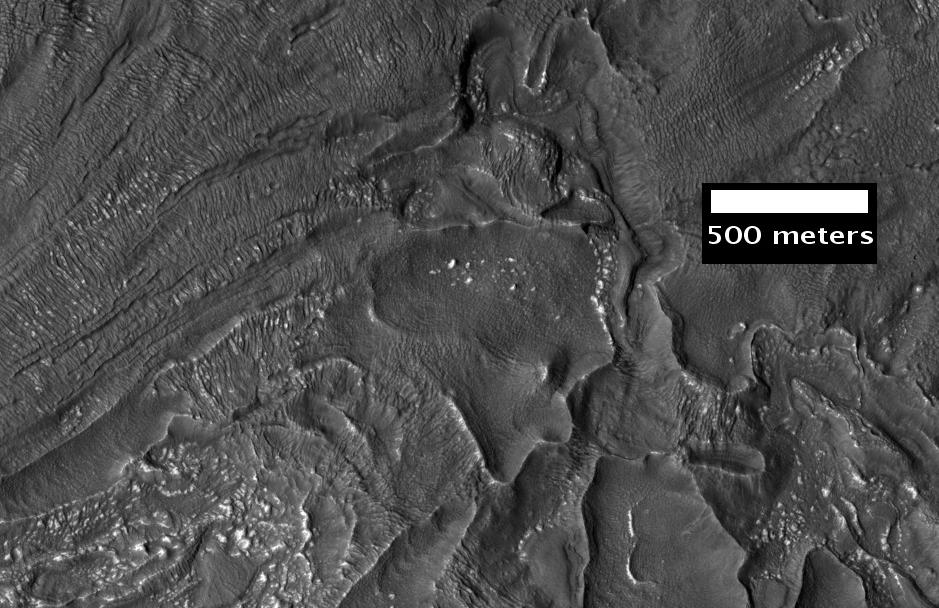
Primer plano del terreno alterado cerca de Reull Vallis, visto por HiRISE. Esta área sería un desafío para caminar.
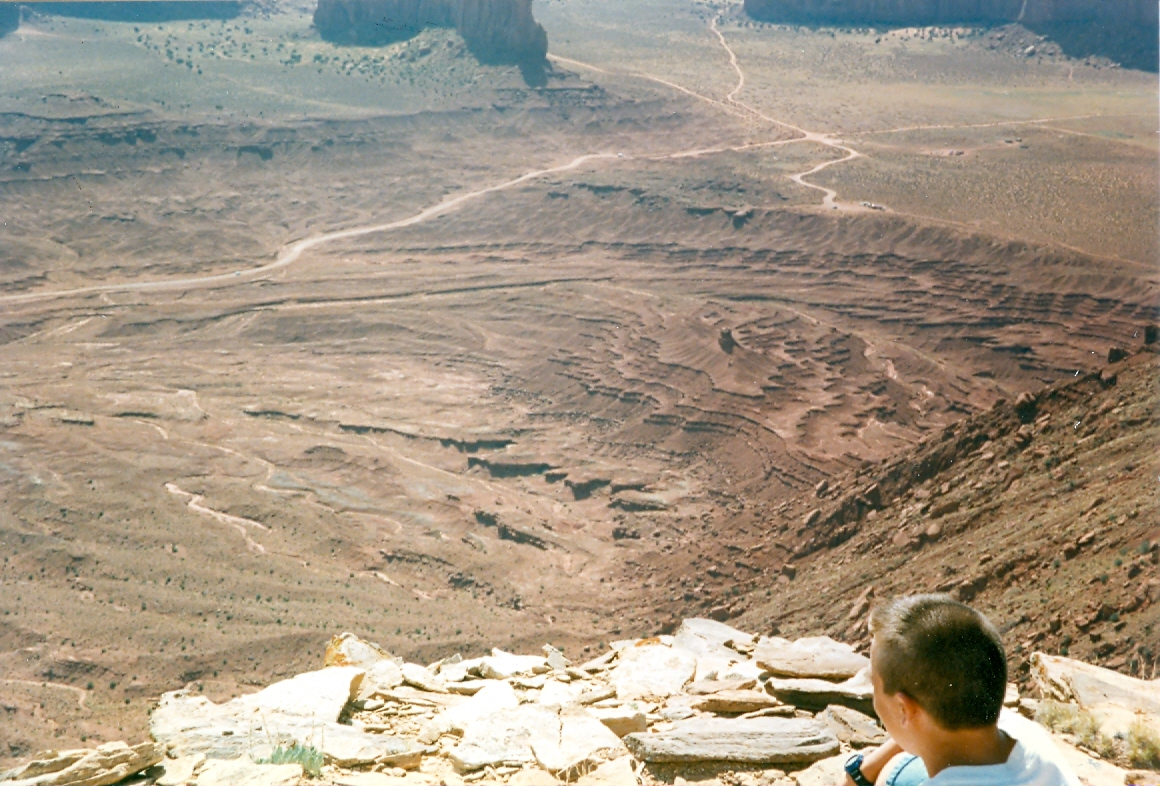
Capas en Monument Valley, Utah. Estos se aceptan como formados, al menos en parte, por deposición de agua. Dado que Marte contiene capas similares, el agua sigue siendo una de las principales causas de la formación de capas en Marte.